# Хальзенбах
Хальзенбах (нем. Halsenbach) — община в Германии, в земле Рейнланд-Пфальц. 
Входит в состав района Рейн-Хунсрюк. Подчиняется управлению Эммельсхаузен.  Население составляет 1290 человек (на 31 декабря 2010 года). Занимает площадь 10,04 км².
Город подразделяется на 4 городских района.